# Frosinone Calcio 2007-2008
Questa voce raccoglie le informazioni riguardanti il Frosinone Calcio nelle competizioni ufficiali della stagione 2007-2008.

## Stagione
Nella stagione 2007-2008 il Frosinone disputa il secondo campionato di Serie B, raccoglie 56 punti con il decimo posto. Per questa stagione è allenato da Alberto Cavasin, ed ha condotto un andamento regolare per tutta la stagione, raccogliendo 27 punti nel girone di andata e 29 nel girone di ritorno, senza soffrire affanni riesce a mantenere la categoria, certo sempre lontano dai fasti delle posizioni di vertice, ma anche dalle preoccupazioni di classifica. Il napoletano Francesco Lodi si supera a suon di reti, dopo le 11 reti realizzate nella scorsa stagione, in questa arriva a realizzare 20 reti, 4 di queste firmate su calci di rigore. In agosto brutto l'esordio dei ciociari nella Coppa Italia dove al debutto sono stati battuti tennisticamente (6-0) a Rimini nel primo turno.

## Rosa
| N. |                     | Ruolo | Calciatore            |
| -- | ------------------- | ----- | --------------------- |
| 1  | Italia (bandiera)   | P     | Vincenzo Sicignano    |
| 3  | Ungheria (bandiera) | D     | Zsolt Bognár          |
| 4  | Italia (bandiera)   | C     | Daniele Amerini       |
| 5  | Italia (bandiera)   | C     | David D'Antoni        |
| 6  | Italia (bandiera)   | D     | Gennaro Scarlato      |
| 7  | Italia (bandiera)   | C     | Jimmy Fialdini        |
| 7  | Italia (bandiera)   | C     | Mattia Biso           |
| 8  | Italia (bandiera)   | C     | Massimo Perra         |
| 9  | Italia (bandiera)   | D     | Fabio Prosperi        |
| 10 | Slovenia (bandiera) | A     | Zlatko Dedič          |
| 10 | Brasile (bandiera)  | A     | Éder                  |
| 11 | Italia (bandiera)   | C     | Alfredo Cariello      |
| 12 | Italia (bandiera)   | P     | Giammarco De Robertis |
| 15 | Italia (bandiera)   | C     | Fabio Pecchia         |
| 16 | Italia (bandiera)   | C     | Massimiliano Carlini  |
| 17 | Italia (bandiera)   | A     | Marco Martini         |
| 18 | Italia (bandiera)   | P     | Mauro Chiodini        |
| 19 | Italia (bandiera)   | D     | Salvatore Bocchetti   |
| 20 | Italia (bandiera)   | D     | Michele Ischia        |
| 21 | Italia (bandiera)   | C     | Francesco Lodi        |
| 22 | Italia (bandiera)   | A     | Pio Crisci            |

| N. |                      | Ruolo | Calciatore          |
| -- | -------------------- | ----- | ------------------- |
| 23 | Italia (bandiera)    | C     | Giuseppe Gemmiti    |
| 24 | Italia (bandiera)    | A     | Gennaro Troianiello |
| 25 | Italia (bandiera)    | D     | Antonio Bocchetti   |
| 26 | Italia (bandiera)    | P     | Pierluigi Frattali  |
| 27 | Italia (bandiera)    | C     | Fabio Scarsella     |
| 28 | Italia (bandiera)    | D     | Valerio De Angelis  |
| 29 | Venezuela (bandiera) | A     | Massimo Margiotta   |
| 30 | Italia (bandiera)    | C     | Gabriele Faustini   |
| 31 | Italia (bandiera)    | D     | Daniele Mari        |
| 32 | Italia (bandiera)    | A     | Felice Evacuo       |
| 33 | Italia (bandiera)    | D     | Vito Di Bari        |
| 34 | Italia (bandiera)    | C     | Claudio Massari     |
| 35 | Italia (bandiera)    | C     | Luigi Lucchese      |
| 36 | Italia (bandiera)    | A     | Aldo Raffa          |
| 37 | Italia (bandiera)    | D     | Stefano Buerti      |
| 38 | Italia (bandiera)    | D     | Yari Testa          |
| 46 | Italia (bandiera)    | D     | Nicola Pagani       |
| 75 | Italia (bandiera)    | C     | Giorgio Lucenti     |
| 90 | Italia (bandiera)    | D     | Juriy Cannarsa      |
| 94 | Italia (bandiera)    | D     | Stefano Argilli     |

## Risultati

### Serie B

#### Girone di andata
| Arbitro: | Pierpaoli (Firenze) |

|          |           |                               |
| Lodi 80’ | Marcatori | 32’ Tiribocchi 37’ Abbruscato |

| Arbitro: | Valeri (Roma) |

|  |           |             |
|  | Marcatori | 51’ Amerini |

| Arbitro: | Brighi (Cesena) |

|               |           |               |
| Lodi 38’, 69’ | Marcatori | 32’ Pellicori |

| Messina 15 settembre 2007, ore 16:00 4ª giornata | Messina                     | 0 – 0 | Frosinone | Stadio San Filippo\| Arbitro: \| Girardi (San Donà di Piave) \| |
| Arbitro:                                         | Girardi (San Donà di Piave) |       |           |                                                                 |

| Arbitro: | Rocchi (Firenze) |

|             |           |                        |
| Pecchia 41’ | Marcatori | 40’ César 62’ G. Greco |

| Arbitro: | Herberg (Messina) |

|                                                |           |  |
| Zaninelli 16’ Saverino 21’ (rig.) Guidetti 60’ | Marcatori |  |

| Arbitro: | Stefanini (Prato) |

|                                 |           |                        |
| Lodi 39’ (rig.), 71’ Evacuo 50’ | Marcatori | 23’ Jeda 79’ Ricchiuti |

| Arbitro: | Lops (Torino) |

|  |           |                    |
|  | Marcatori | 70’ Lodi 78’ Dedic |

| Arbitro: | Cavaretta (Trapani) |

|                                        |           |             |
| Evacuo 25’ Cariello 45’ Dedic 82’, 88’ | Marcatori | 49’ Cavalli |

| Arbitro: | C. Russo (Nola) |

|              |           |                             |
| Granoche 13’ | Marcatori | 23’ (rig.), 88’ (rig.) Lodi |

| Frosinone 27 ottobre 2007, ore 16:00 11ª giornata | Frosinone      | 0 – 0 | Bologna | Stadio Comunale\| Arbitro: \| Romeo (Verona) \| |
| Arbitro:                                          | Romeo (Verona) |       |         |                                                 |

| Arbitro: | Scoditti (Bologna) |

|                            |           |            |
| Barreto 71’ Beghetto 90+2’ | Marcatori | 60’ Evacuo |

| Arbitro: | Pinzani (Empoli) |

|                  |           |                         |
| Martini 17’, 27’ | Marcatori | 48’ Rantier 90+2’ Simon |

| Arbitro: | Squillace (Catanzaro) |

|                      |           |  |
| Job 23’ Bernacci 62’ | Marcatori |  |

| Arbitro: | Cavarretta (Trapani) |

|                            |           |                        |
| Corona 40’ Godeas 47’, 51’ | Marcatori | 35’ Martini 57’ Evacuo |

| Arbitro: | Pantana (Macerata) |

|                                               |           |              |
| Bocchetti 37’ Lodi 67’ Evacuo 82’ Dedic 90+2’ | Marcatori | 46’ Paulinho |

| Arbitro: | Velotto (Grosseto) |

|                                         |           |  |
| Moscardelli 55’ Djuric 72’ Ferretti 85’ | Marcatori |  |

| Frosinone 15 dicembre 2007, ore 16:00 18ª giornata | Frosinone     | 0 – 0 | Vicenza | Stadio Comunale\| Arbitro: \| Lops (Torino) \| |
| Arbitro:                                           | Lops (Torino) |       |         |                                                |

| Arbitro: | Salati (Trento) |

|                                       |           |                      |
| Koffi 34’ (rig.) Bocchetti 60’ (aut.) | Marcatori | 26’ Amerini 51’ Lodi |

| Frosinone 12 gennaio 2008, ore 16:00 20ª giornata | Frosinone        | 0 – 0 | Brescia | Stadio Comunale\| Arbitro: \| Pinzani (Empoli) \| |
| Arbitro:                                          | Pinzani (Empoli) |       |         |                                                   |

| Arbitro: | Celi (Campobasso) |

|                         |           |  |
| Peluso 59’ Carobbio 90’ | Marcatori |  |

#### Girone di ritorno
| Arbitro: | Romeo (Verona) |

|                                       |           |  |
| Fabiano 20’ Zanchetta 47’ Ariatti 85’ | Marcatori |  |

| Arbitro: | Brighi (Cesena) |

|          |           |                                                     |
| Lodi 38’ | Marcatori | 5’, 30’ Kutuzov 17’ Zavagno 28’ D'Anna 61’ Castillo |

| Arbitro: | Marelli (Como) |

|  |           |            |
|  | Marcatori | 90+2’ Lodi |

| Arbitro: | Tommasi (Bassano del Grappa) |

|                                        |           |  |
| Evacuo 2’, 32’ Amerini 10’ Lucenti 84’ | Marcatori |  |

| Arbitro: | Stefanini (Prato) |

|                          |           |  |
| Marcolini 28’ Obinna 72’ | Marcatori |  |

| Arbitro: | Velotto (Grosseto) |

|                                   |           |                            |
| Amerini 5’ Eder 17’ Lodi 19’, 23’ | Marcatori | 38’ A. Bianchi 85’ Eliakwu |

| Arbitro: | Scoditti (Bologna) |

|             |           |                 |
| Porchia 80’ | Marcatori | 45+1’ Margiotta |

| Arbitro: | Pantana (Macerata) |

|                      |           |             |
| Cannarsa 4’ Lodi 70’ | Marcatori | 75’ Iuliano |

| Arbitro: | Marelli (Como) |

|                                    |           |          |
| Lanzafame 34’, 73’ M. Esposito 43’ | Marcatori | 27’ Lodi |

| Arbitro: | Salati (Trento) |

|  |           |             |
|  | Marcatori | 25’ Sgrigna |

| Arbitro: | C. Russo (Nola) |

|                           |           |                      |
| Marazzina 14’ Valiani 33’ | Marcatori | 67’ (aut.) Giubilato |

| Arbitro: | Squillace (Catanzaro) |

|          |           |  |
| Eder 56’ | Marcatori |  |

| Arbitro: | Pantana (Macerata) |

|             |           |               |
| Rantier 18’ | Marcatori | 65’, 71’ Eder |

| Arbitro: | Tommasi (Bassano del Grappa) |

|                                    |           |                                     |
| Evacuo 40’ Scarlato 62’ Ischia 70’ | Marcatori | 23’ Guberti 32’ Bernacci 81’ Cioffi |

| Arbitro: | Scoditti (Bologna) |

|                        |           |                   |
| Bocchetti 19’ Lodi 74’ | Marcatori | 37’ (rig.) Godeas |

| Arbitro: | Pantana (Macerata) |

|                  |           |          |
| Danilevicius 18’ | Marcatori | 53’ Lodi |

| Arbitro: | Salati (Trento) |

|                                                        |           |                       |
| Evacuo 61’, 67’ (rig.) Lodi 79’ (rig.), 83’ Eder 90+3’ | Marcatori | 78’ Paponi 85’ Djuric |

| Arbitro: | Valeri (Roma) |

|                            |           |            |
| Masiello 26’ Terranova 54’ | Marcatori | 67’ Evacuo |

| Arbitro: | Palanca (Roma) |

|                      |           |                                           |
| Eder 28’ Lucenti 37’ | Marcatori | 7’ (rig.), 21’ Bruno 35’ Ungari 61’ Koffi |

| Arbitro: | C. Russo (Nola) |

|                    |           |                 |
| Caracciolo 5’, 67’ | Marcatori | 3’, 60’ Martini |

| Arbitro: | Squillace (Catanzaro) |

|                 |           |                                |
| Evacuo 21’, 87’ | Marcatori | 74’ Colacone 90+1’ M. Serafini |

### Coppa Italia

#### Primo turno
| Arbitro: | Pierpaoli (Firenze) |

|                                                                       |           |  |
| Jeda 12’, 49’, 54’ (rig.) R. Vitiello 38’ Moscardelli 67’ Valiani 73’ | Marcatori |  |